# Boomerang Egyesült Királyság és Írország
A Boomerang Egyesült Királyság és Írország (angolul Boomerang United Kingdom and Ireland) a Boomerang rajzfilmadó brit–ír változata, mely 2000. május 27-én indult. Ez a változat bír egy időcsúsztatott csatornával is, amely neve Boomerang +1. Ez egy óra eltolással sugározza a Boomerangot.

## Története
2004. szeptember 13-án logót és arculatot váltott.

## Műsorok
- Aktuális csízió
- Animánia
- Atom Anti
- Banana Splits
- Barlangi kapitány és a tini angyalok
- Barney Bear
- Biskitts
- Boci és Pipi
- Bolondos dallamok
- Bozont és Scooby-Doo
- The Charlie Brown and Snnopy Show
- A csodálatos Adrenalini fivérek
- Danger Mouse
- Derek, a fenegyerek
- Dili Dolly kalandjai
- Droopy, a mesterdetektív
- Dynomutt, Dog Wonder
- Én kicsi pónim: Varázslatos barátság
- Flúgos futam
- Fosterék háza képzeletbeli barátoknak
- Foxi Maxi
- Fraggle Rock
- Frédi és Béni, avagy a két kőkorszaki szaki
- Gadget Boy
- Garfield és barátai
- A Garfield-show
- Gógyi felügyelő
- The Heathcliff and Dingbat Show
- Hong Kong Phooey
- Hupikék törpikék
- Inch High, Private Eye
- Jabberjaw
- Jaj, borzas brumi brancs!
- A Jetson család
- Johnny Bravo
- Josie and the Pussycats
- Juniper Lee
- Kedvenc Ed
- Kém a családban
- László tábor
- Maci Laci
- The Magic Roundabout
- Mizújs, Scooby-Doo?
- Mosómacik
- Mr. Bean (2002)
- Múmin
- The New Scooby-Doo Mysteries
- Paw Paws
- Popeye, a tengerész
- Pound Puppies: Kutyakölyköt minden kiskölyöknek!
- Pöttöm kalandok
- Quick Draw McGraw
- Richie Rich
- Robotboy
- Roobarb
- Rózsaszín párduc (1969)
- Rózsaszín párduc (1993)
- A rózsaszín párduc és barátai
- Scooby-Doo és a 13 szellem
- Scooby-Doo, merre vagy?
- Scooby-Doo Rajzfilmolimpia
- Scooby-Doo: Rejtélyek nyomában
- Scooby-Doo és Scrappy-Doo
- A Scooby-Doo-show
- Secret Squirrel
- Sitting Ducks
- Skatoony
- Speed Buggy
- Staraoke
- Süsü keselyűk
- Szilveszter és Csőrike kalandjai
- Szörfsuli
- Szuperdod kalandjai
- Taz-mánia
- Thunderbirds
- Tom és Jerry
- Tom és Jerry újabb kalandjai
- Turpi úrfi
- Újabb bolondos dallamok
- Az új Scooby-Doo és Scrappy-Doo-show
- Zhu Zhu
- Zsebkutyusok